# Jean-Baptiste Greuze

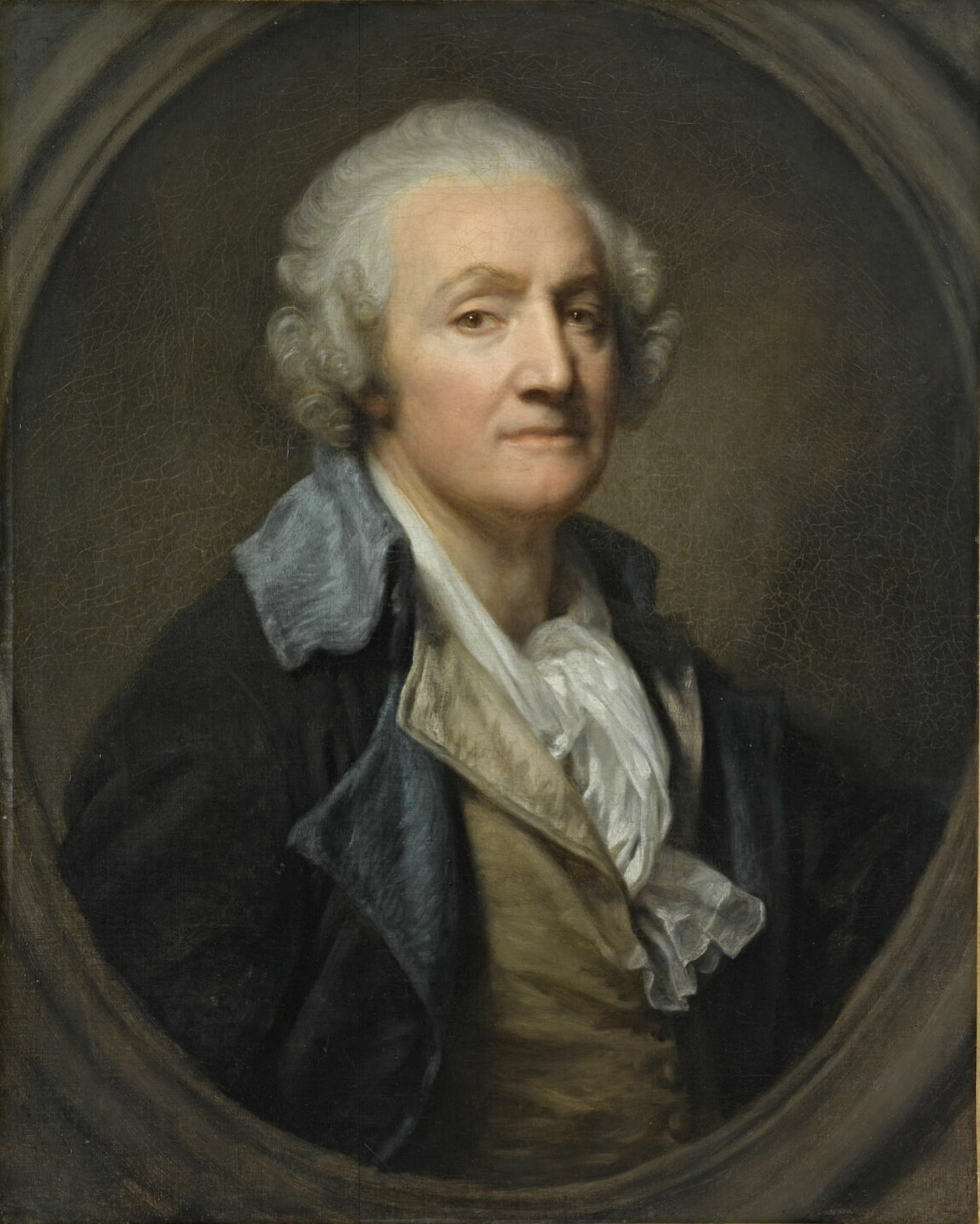
Zelfportret, ca. 1785, Louvre, Parijs

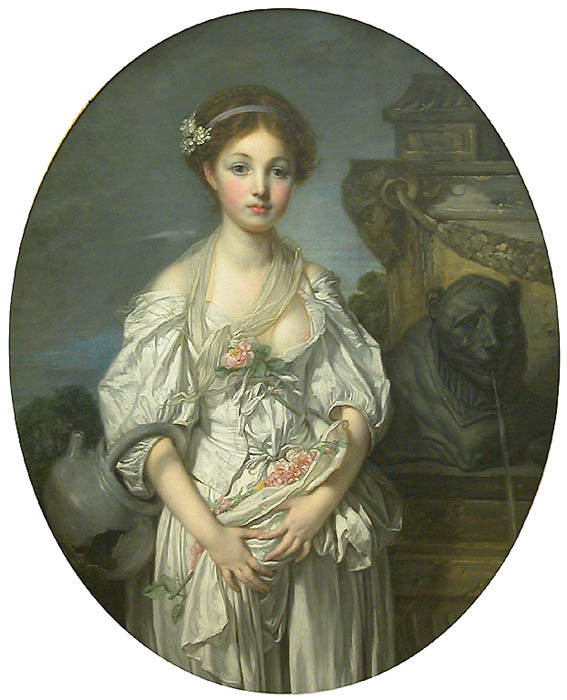
De gebroken kruik, 1761, Louvre, Parijs

Jean-Baptiste Greuze (Tournus, Saône-et-Loire, 21 augustus 1725 – Parijs, 21 maart 1805) was een Franse kunstschilder van voornamelijk genrestukken.

## Biografie
Greuze studeerde in Lyon bij Charles Gromdon, die overigens niet zozeer kunstenaar was als wel kunsthandelaar. Niettemin ontwikkelde hij zijn bekwaamheden en om aan de academie te kunnen studeren trok hij in 1750 naar Parijs, waar hij vrijwel meteen succes boekte met zijn werken.
Zijn vroege werk, uit de periode voor 1747, bevatte voornamelijk portretten en religieuze afbeeldingen. Later richtte hij zich op genrestukken, daarbij geïnspireerd door Hollandse voorbeelden.
Een reis door Italië in de periode 1755-1757 beïnvloedde hem eveneens, waarbij hij een italianiserende stijl ontwikkelde. Daarna paste hij een sentimentele en moraliserende stijl toe met een verholen seksuele implicatie. Ook waagde hij zich enige tijd aan historiestukken, maar uiteindelijk keerde hij terug naar de genreschilderkunst.
Greuze liet zich in zijn werk (tijdelijk) beïnvloeden door de revolutionaire sfeer die in Frankrijk heerste, terwijl hij trouw bleef aan de verfijnde rococo-stijl. Hij vervaardigde in de periode van de revolutie portretten van vertegenwoordigers van de revolutionaire raad en het Directoire. Een leerling van Greuze was Constance Mayer.
Hoewel Greuze lange tijd veel populariteit genoot, begon de ontwikkeling van de neoclassicistische stijl in de schilderkunst en daarmee de voorkeur van het publiek te veranderen, waardoor zijn werk uit de gratie raakte. Hij ontving nog een opdracht voor een portret van de in opkomst zijnde Napoleon Bonaparte, tentoongesteld in Versailles, maar hij overleed uiteindelijk op 80-jarige leeftijd in armoedige omstandigheden. Hij werd begraven op het Cimetière de Montmartre.
Werk van de schilder is onder meer te zien in het Louvre in Parijs, de Wallace Collection in Londen, het Musée Fabre in Montpellier en in het aan hem gewijde museum in zijn geboorteplaats Tournus.